# Casa Ferrandiz
La Casa Ferrandiz és una obra del municipi de Cardedeu (Vallès Oriental) protegida com a bé cultural d'interès local.

## Descripció
És un edifici d'habitatge amb una mitgera, de planta baixa, pis i golfa. La façana principal és de composició simètrica amb balcó de pedra al primer pis i finestres d'arc pla amb guardapols. En el nivell que correspon a les golfes les finestretes estan flanquejades per pilars estriats. El ràfec està sostingut per modillons que s'allarguen en els pilars. Entre ells hi ha esgrafiats. La coberta és plana amb una barana de pedra. Els elements com trencaaigües, ràfec i barana de coberta li donen el caràcter d'edifici eclèctic. En el carrer Jacint Verdaguer hi ha una lluerna per l'entrada de llum.

## Història
És una casa situada en el carrer Daurella, anomenat abans carrer Barcelona, com a prolongació del carrer de Baix, un dels carrers més antics de Cardedeu; però el lloc on està la casa i les que té veïnes, està fora d'on arribava el carrer de Baix en el 1777, data de la que es coneix un planell de la vila.
Construïda a la fi del segle xix, en el marc del desenvolupament econòmic de la vila, especialment notable a la dècada de 1880 a 1890, constatable entre altres coses, per una intensa activitat constructiva a tota la vila. L'any 1877 es feu un pla d'urbanització de la part occidental de Cardedeu, de la plaça Sant Joan a la Riera, on s'ha d'incloure el planejament d'aquesta part del carrer. El pla el va fer l'arquitecte Manuel Gispert. L'any 1885, l'arquitecte Samsó va fer el pla definitiu per tot Cardedeu.